# Jacques Leroyer
Pour les articles homonymes, voir Leroyer.
Jacques (ou Jacky) Leroyer, surnommé « Gaston », est un footballeur français né le 6 mars 1949 à Laval. Il évoluait au poste de défenseur ou de milieu de terrain.

## Biographie
Formé aux Francs-Archers Laval, il effectue l'intégralité de sa carrière de footballeur de haut niveau au Stade lavallois, alors dirigé par Michel Le Milinaire, de 1968 à 1976. Il participe à la montée du club en D1 lors de la saison 1975-1976. Il est en parallèle employé aux PTT à Laval.
Il évolua au niveau amateur en fin de carrière, défendant les couleurs des Bleuets de Juvigné en 1984, en tant qu'entraîneur-joueur, sa plus grande passion sportive restant les courses de chevaux.